# Eupithecia extraradiata
Eupithecia extraradiata là một loài bướm đêm trong họ Geometridae.